# Проспект Альберта Камалеева
Проспект Альберта Камалеева — магистральная улица в Советском районе Казани, ведущая в жилой массив («спальный район») Азино и являющаяся главной в микрорайоне Казань - XXI век.
С 2006 до 25 августа 2009 года улица носила название Взлётная, так как улица и прилегающая парковка ипподрома проложены на месте взлётно-посадочной полосы бывшего аэропорта Казань-2.

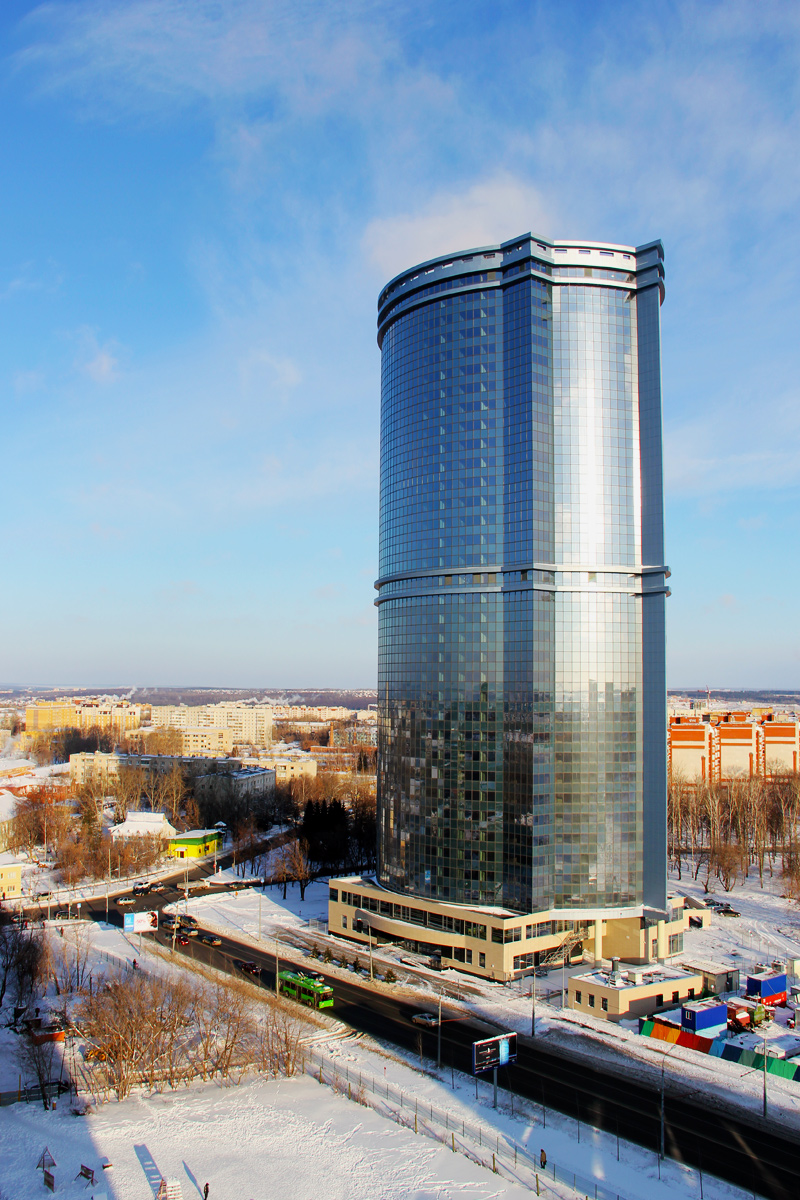
Небоскрёб «Лазурные небеса» (Камалеева, 1) и начало проспекта Камалеева

Бывшая Взлётная улица переименована в честь Альберта Камалеева — бывшего главы администрации Советского района. 9 июня 2010 года на проспекте состоялось открытие мемориальной доски в честь Камалеева.

## Расположение
Проспект начинается с пересечения с улицей Патриса Лумумбы, идёт с севера с переходом на юго-восток и заканчивается пересечением-переходом в улицу Академика Сахарова.

## Объекты на улице
- Казанский ипподром[3] — крупнейший в России.
- Центр Образования № 178.

Жилые здания на проспекте представлены новостройками, в том числе на проспект выходит первый казанский небоскрёб жилой комплекс «Лазурные небеса».

## Транспорт
По проспекту ходят: троллейбус № 3 (до 2013 года № 20) и автобус № 70.
На улице запланировано строительство двух станций второй линии метро. Одна из них уже строится возле ТЦ «Мега».